# Miljutin Arko
Miljutin Arko, slovenski učitelj, zgodovinar in etnolog, * 16. april 1910, Ljubljana, † januar 1991.
Rojen kot Miljutin Ivan Anton Arko. Oče mu je bil učitelj Leopold Arko po rodu iz Kobjeglave. Mati Angela (rojena Turk) je bila iz Volčja (občina Bloke). Po končanem učiteljišču je služboval v več krajih na Štajerskem in Koroškem. Študij zgodovine na Univerzi v Beogradu je prekinila druga svetovna vojna, končal ga je v Ljubljani. Leta 1967 je postal prvi ravnatelj knjižnice v Slovenski Bistrici, ki jo je vodil do upokojitve leta 1977.
Znan je bil tudi kot zbiratelj etnoloških predmetov s pohorskega in slovenskobistriškega. Preko 4000 predmetov je danes predstavljenih v obliki stalne zbirke v gradu Slovenska Bistrica.